# Algo más de mí
Algo más de mí es el tercer disco de estudio de Julio Andrade, lanzado en 1995.

## Lista de temas
1. Malena
2. Ángel de la guarda
3. Entrégale tus manos
4. Soy herrero
5. Mar azul, cielo azul
6. Sólo quería un poco de tu amor
7. Mira la morena
8. El blues del chato y el tieso
9. Sarah Ellen
10. Polvo en el viento
11. Salto el muro
12. Si vuelves
13. Canta, hermano latino
14. La cajumba
15. Lima
16. Llámame
17. San Blas